# Brives-Charensac
Brives-Charensac è un comune francese di 4 385 abitanti situato nel dipartimento dell'Alta Loira della regione dell'Alvernia-Rodano-Alpi.

## Società

### Evoluzione demografica
Abitanti censiti